# Saartje Dubois
Saartje Dubois is een personage uit de televisiereeks F.C. De Kampioenen. Saartje werd gespeeld door Ella Leyers. Zij was een vast personage van 2003 tot 2006.

## Personage
Saartje Dubois is de kleindochter van Jerôme Dubois en Madeleine De Backer. Haar groottante is Pascale en Bieke Crucke is haar achternicht. Ze was een tijdlang de vriendin van Billie, tegen de zin van Doortje. Toen de relatie ten einde liep, reageerde ze altijd heel jaloers op een nieuwe relatie van Billie. Ze heeft een grote mond en is niet bang om die te gebruiken tegen volwassenen.
Saartje hielp soms in het café bij Pascale. In reeks 17 was ze nog in 1 aflevering te zien, maar vanaf reeks 18 verdween ze uit de serie.

## Afleveringen
- Reeks 13, Aflevering 6: Friet met mayonaise (2003)
- Reeks 14, Aflevering 1: Café op stelten (2003)
- Reeks 14, Aflevering 5: Zet ’m op! (2004)
- Reeks 14, Aflevering 7: Kere weer om (2004)
- Reeks 14, Aflevering 9: Rock a Billie (2004)
- Reeks 14, Aflevering 11: Ardennenoffensief (2004)
- Reeks 14, Aflevering 13: Quix (2004)
- Reeks 15, Aflevering 5: Zware Julien (2005)
- Reeks 15, Aflevering 6: Op vrijersvoeten (2005)
- Reeks 15, Aflevering 9: De moeders (2005)
- Reeks 15, Aflevering 12: De vrijgezellenavond (2005)
- Reeks 15, Aflevering 13: Het huwelijk (2005)
- Reeks 16, Aflevering 1: Kopzorgen (2005)
- Reeks 16, Aflevering 3: Verslaafd (2005)
- Reeks 16, Aflevering 11: Valentijn (2006)
- Reeks 16, Aflevering 12: Nonkel Gilbert (2006)
- Reeks 16, Aflevering 13: Amen en uit (2006)
- Reeks 17, Aflevering 1: Knock-out (2006)

## Uiterlijke kenmerken
- Blond haar (in het begin rood en daarna zwart)
- Bruine ogen
- Moderne kledij